# Katzenthal
Katzenthal is een gemeente in het Franse departement Haut-Rhin (regio Grand Est). De plaats maakt deel uit van het arrondissement Colmar-Ribeauvillé. Katzenthal telde op 1 januari 2022 517 inwoners.

## Geografie
De oppervlakte van Katzenthal bedroeg op 1 januari 2022 3,5 vierkante kilometer; de bevolkingsdichtheid was toen 147,7 inwoners per km².

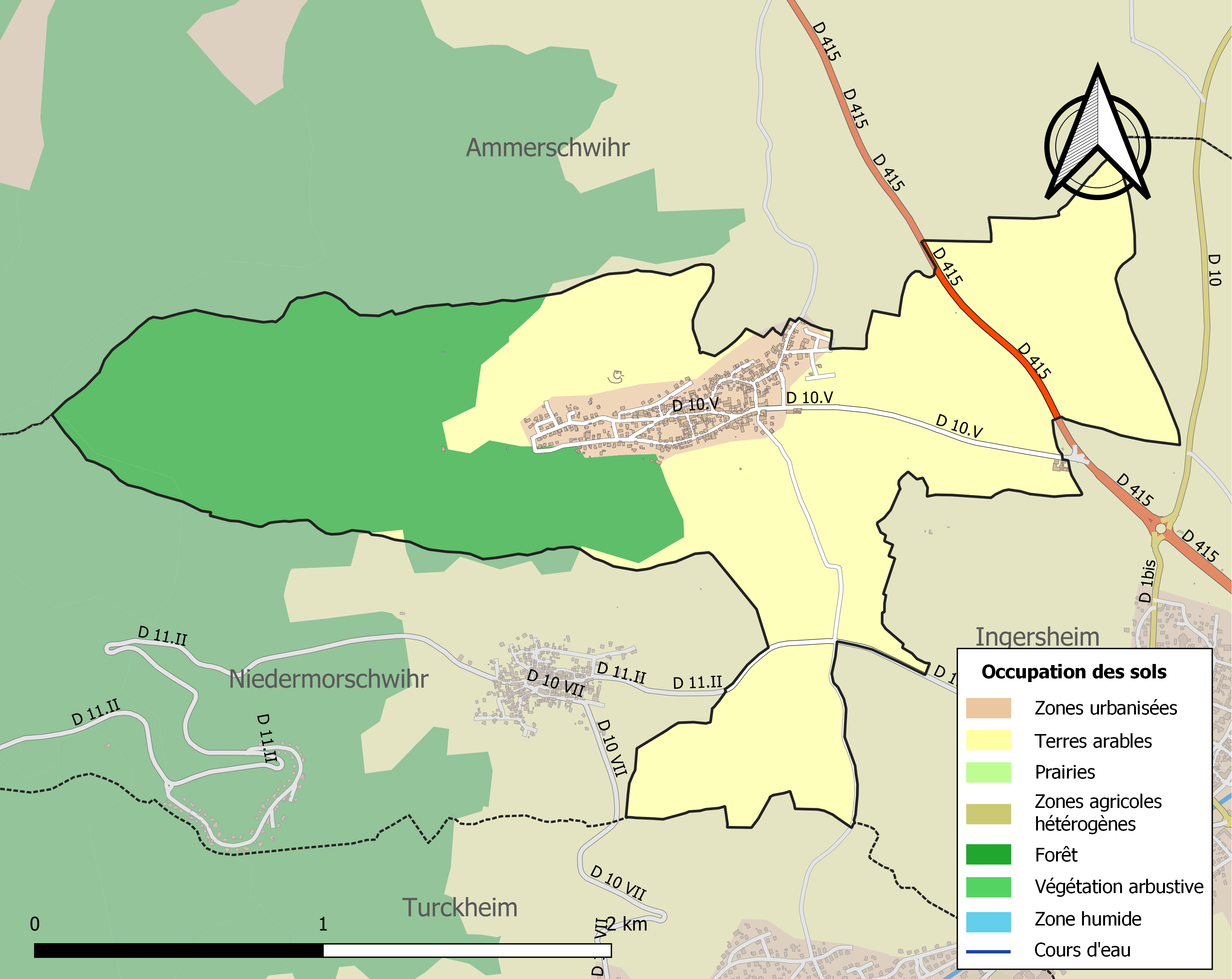
Kaart van de gemeente met de belangrijkste infrastructuur, bodemgebruik en omliggende gemeenten

## Demografie
Onderstaande figuur toont het verloop van het inwonertal (bron: INSEE-tellingen).

## Afbeeldingen

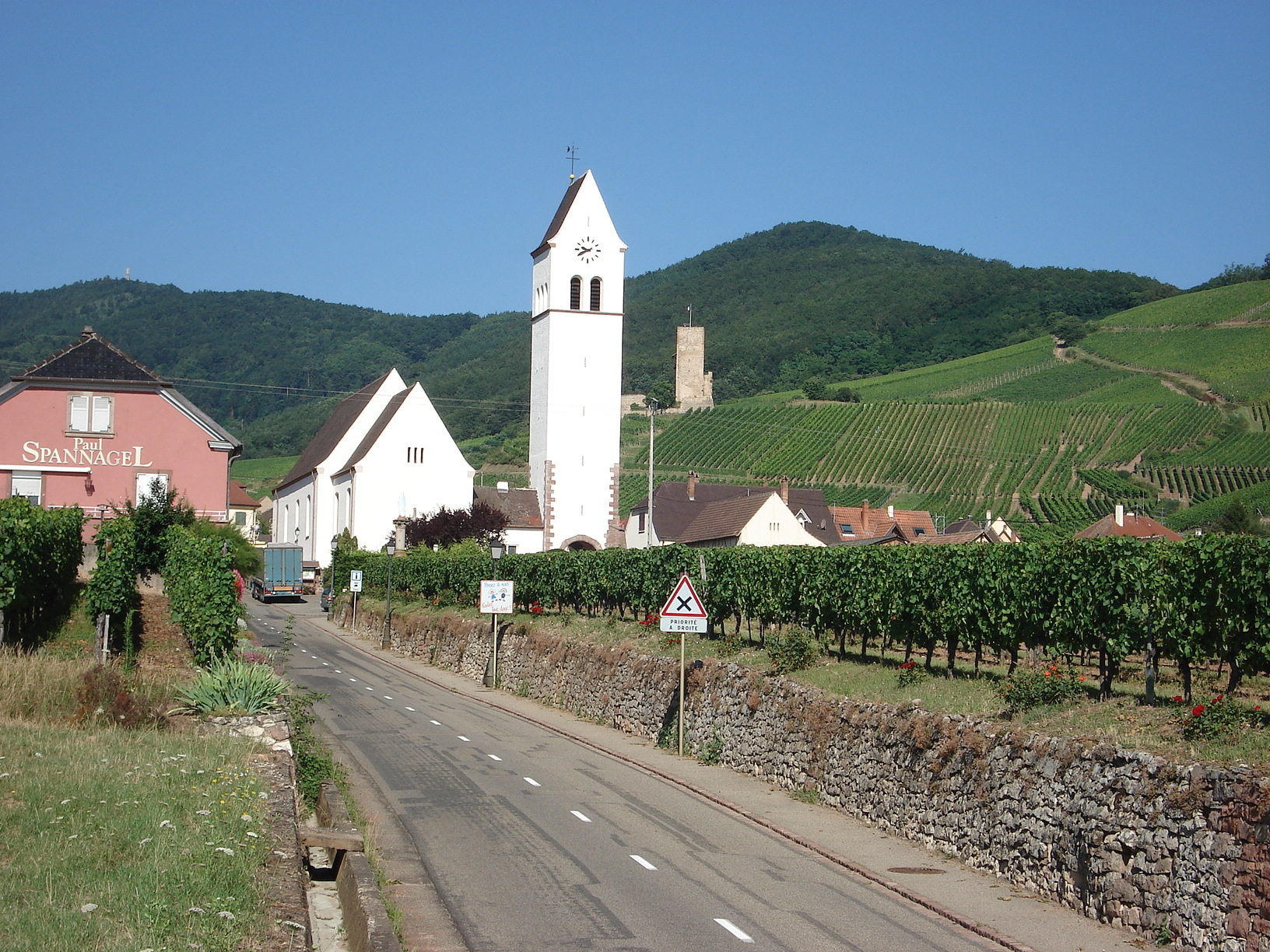
Katzenthal, rechts van klokkentoren de door wijngaarden omgeven burcht Wineck
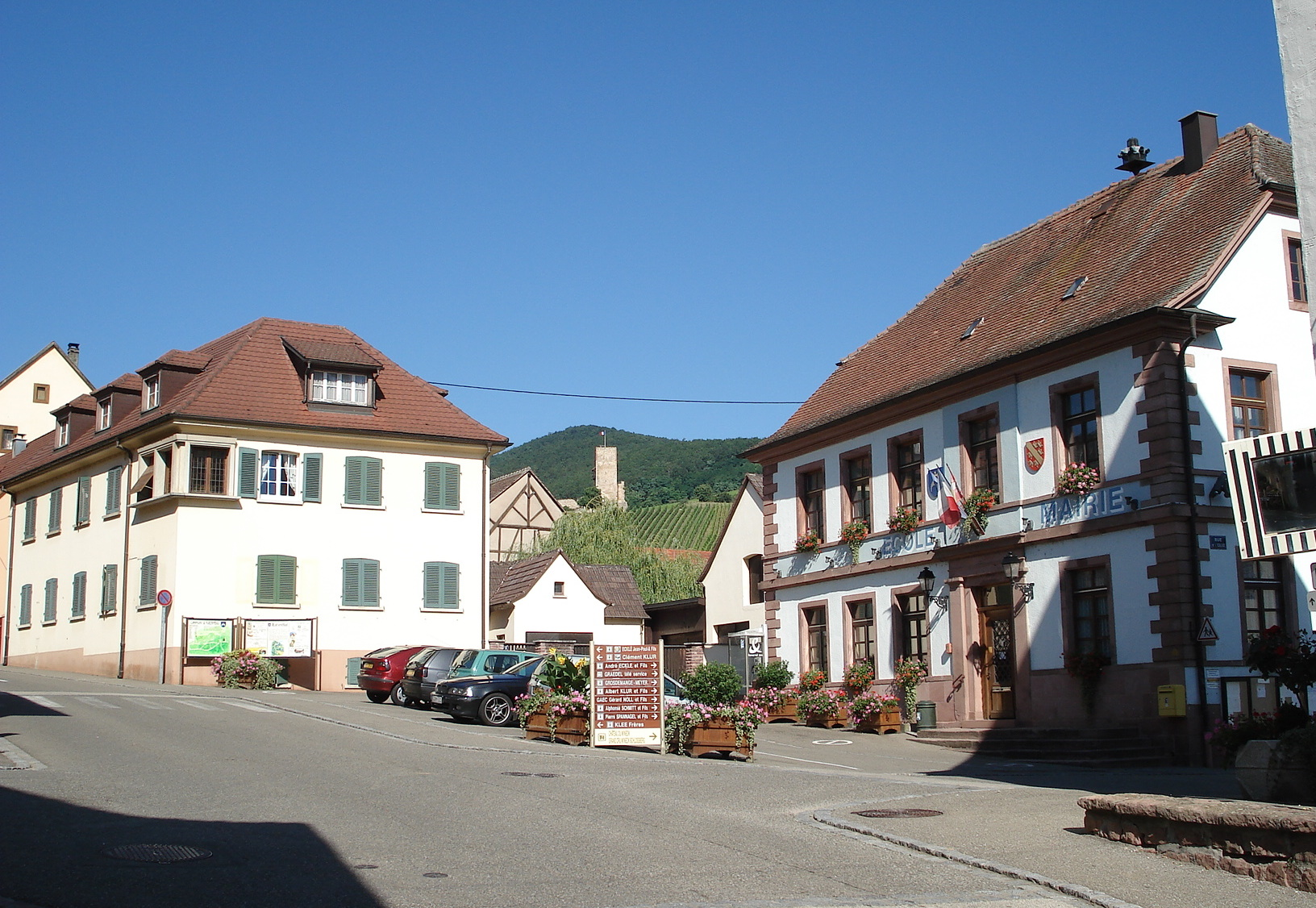
Centrum met gemeentehuis